# قصر إبانغ

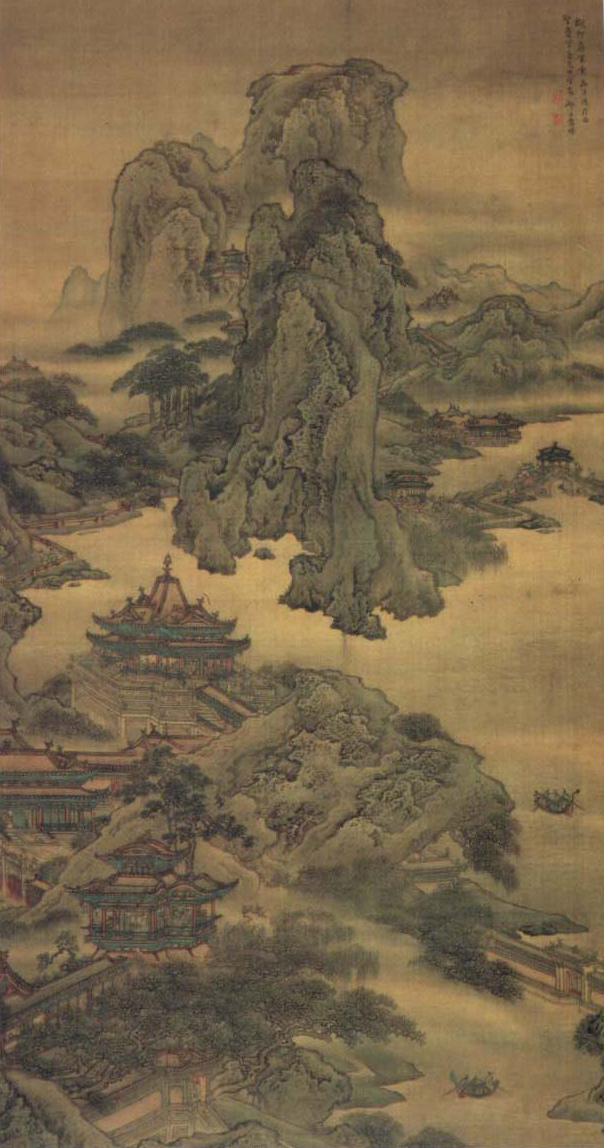
قصر إيبانغ

قصر إيبانغ (بالصينية المبسطة epanggong)أي القصر على التل (وبالإنجليزية:Epang Palace)
كان قصرا بناه الإمبراطور الأول تشين شي هوانج،بهدف إستبداله بقصر شيانيانغ القديم بعد حروب تشين للتوحيد  بدأ بناء القصر في سنة 212ق.م بإستنثاء القاعة الأمامية لم ينتهي بناء القصر وفق ماتوصل إليه العلماء الصينيون. بسبب اندلاع الثورات ضد أسرة تشين ويقال بإن الجنرال شيانغ يو عندما دخل عاصمة تشين قام بإحراقه.
وفق لما أورده سيما كيان في سجلات المؤرخ الكبير فقد كان عرضه 693 متر في 116.5متر وتبلغ قاعدته الأرضية 1320مترا شرقا وغربا و420 من الشمال إلى الجنوب و8 متر في الارتفاع.
منذ سنة 1961 تم إدراج موقع القصر ضمن قائمة الثراث الصيني.